# Lubań (district)
Lubań (powiat lubański) is een Pools district (powiat) in de woiwodschap Neder-Silezië. Het district heeft een oppervlakte van 428,19 km² en telt 55.900 inwoners (2014).

## Gemeenten
Het district bestaat uit twee stadsgemeenten, twee stads- en landgemeenten en drie landgemeenten. Inwonertallen dateren van 30 juni 2008

### Stadsgemeenten
1. Lubań (Lauban) – 21.792
2. Świeradów Zdrój (Bad Flinsberg) – 4.504

### Stads- en landgemeenten
1. Leśna (Marklissa) – 10.659
2. Olszyna (Mittel Langenöls; 1937-45 Langenöls) – 6.730

### Landgemeenten
1. Lubań - land  – 6.567
2. Platerówka (Ober Linda; 1937-45 Ober Linde) – 1.717
3. Siekierczyn (Geibsdorf) – 4.545

Stadsdistricten:
Wrocław · Jelenia Góra · Legnica · Wałbrzych

Districten:
Bolesławiec · Dzierżoniów · Głogów · Góra · Jawor · Kamienna Góra · Karkonosze · Kłodzko · Legnica · Lubań · Lubin · Lwówek Śląski · Milicz · Oleśnica · Oława · Polkowice · Środa Śląska · Strzelin · Świdnica · Trzebnica · Wałbrzych · Wołów · Wrocław · Ząbkowice Śląskie · Zgorzelec · Złotoryja

Grootste steden:
Bielawa · Bolesławiec · Dzierżoniów · Głogów · Jelenia Góra · Legnica · Lubin · Oleśnica · Świdnica · Wałbrzych · Wrocław · Zgorzelec